# Теренс Конголо
Теренс Конголо (нід. Terence Kongolo, нар. 14 лютого 1994, Роттердам) — нідерландський футболіст, захисник англійського клубу «Фулгем». На правах оренди грає за віденський «Рапід».

## Клубна кар'єра
Народився 14 лютого 1994 року в місті Роттердам. Вихованець юнацької команди «Ексельсіор» з рідного міста.
У дорослому футболі дебютував 2011 року виступами за команду клубу «Феєнорд» в сезоні 2011/12 Тоді він провів всього один матч. У наступному сезоні Теренс з'явився на полі в п'яти матчах чемпіонату. У сезоні 2013/14 Теренс став частіше виступати за «Феєнорд», взявщи участь у сімнадцяти зустрічах.
3 липня 2017 року підписав контракт з французьким «Монако».
2 січня 2018 року перейшов в оренду до кінця сезону у «Геддерсфілд Таун».
8 червня 2018 року підписав з англійським клубом повноцінний контракт

## Виступи за збірні
2010 року дебютував у складі юнацької збірної Нідерландів, разом з якою став Чемпіон Європи серед юнаків до 17 років 2011 року. Всього взяв участь у 25 іграх на юнацькому рівні, відзначившись 2 забитими голами.
З 2013 року залучався до складу молодіжної збірної Нідерландів. На молодіжному рівні зіграв у 6 офіційних матчах.
17 травня 2014 року дебютував в офіційних матчах у складі національної збірної Нідерландів в товариському матчі проти збірної Еквадору. Майже відразу після цього потрапив у заявку збірної на чемпіонат світу 2014 року в Бразилії.
Наразі провів у формі головної команди країни 4 матчі.
| Дата       | Місто     | Господарі  | Результат | Гості      | Турнір             | Голи | Примітки |
| ---------- | --------- | ---------- | --------- | ---------- | ------------------ | ---- | -------- |
| 17-5-2014  | Амстердам | Нідерланди | 1 – 1     | Еквадор    | товариський матч   | -    | 46'      |
| 23-6-2014  | Сан-Паулу | Нідерланди | 2 – 0     | Чилі       | ЧС 2014 - 1-й етап | -    | 89'      |
| 13-11-2015 | Кардіфф   | Уельс      | 2 – 3     | Нідерланди | товариський матч   | -    | 45+2'    |
| 31-5-2018  | Трнава    | Словаччина | 1 – 1     | Нідерланди | товариський матч   | -    | 66'      |
| Усього     |           | Матчів     | 4         |            | Голів              | 0    |          |

## Досягнення
- Чемпіон Нідерландів (1):

«Феєнорд»: 2016-17
- Володар Кубка Нідерландів (1):

«Феєнорд»: 2015-16
- Чемпіон Європи серед юнаків (U-17) (1):

Нідерланди U-17: 2011
- Бронзовий призер чемпіонату світу: 2014